# AFK Tišnov
AFK Tišnov (celým názvem: Amatérský fotbalový klub Tišnov) je český fotbalový klub, který sídlí v Tišnově v Jihomoravském kraji. Založen byl roku 1912. V sezoně 2016/17 vyhrál Přebor Jihomoravského kraje a postoupil do Divize D. Z divize se odhlásil před startem jara 2018 a v seniorské kategorii měl od dubna 2018 pouze B-mužstvo. Od sezony 2019/20 nastupuje v I. A třídě Jihomoravského kraje (6. nejvyšší soutěž)
Největším úspěchem klubu je účast ve druhé nejvyšší soutěži v ročníku 1952. Své domácí zápasy odehrává na stadionu na Ostrovci s kapacitou 1 500 diváků.

## Odchovanci a jiní známí hráči
Největšími hráčskými osobnostmi v historii oddílu, kteří si v brněnském dresu zahráli i nejvyšší soutěž, byli František Hanák a Miroslav Steinhauser.
Bývalým hráčem byl taktéž JUDr. Rostislav Major, který byl v letech 1952–1954 předsedou československého fotbalového svazu (předseda Ústřední sekce kopané ČOS, později SVTVS). Mezi významné odchovance patří i bývalý předseda klubu Karel Pohanka, který se stal dorosteneckým mistrem Československa se Zbrojovkou Brno v ročníku 1987/88.
Od roku 1977 v Tišnově žil Vladimír Doležal, bývalý prvoligový brankář SK Olomouc ASO. Na Ostrovec nechodil jen za kopanou, ale také díky tenisu, jemuž se věnovali jeho vnuci. Působil jako správce tenisového areálu a brigádnicky se dokonce v osmdesátých létech aktivně podílel na výstavbě víceúčelové haly u sokolovny, kde poté působil také jako dozor tamního provozu.
V A-mužstvu Tišnova nastupovali též bývalí ligoví hráči Petr Švancara, Petr Čoupek, Jiří Huška či Mohamed Traoré. V sezoně 2014/15 se mužstva ujal Jiří Hajský a během dvou sezon je vytáhl z I. B třídy Jihomoravského kraje do nejvyšší jihomoravské soutěže.

### Přebor Jihomoravského kraje 2016/17
Po roztržce mezi Petrem Švancarou a trenérem Jiřím Hajským po zápase 2. kola (1. hraného) v Bučovicích (14. srpna 2016, výhra Tišnova 2:1) se novým trenérem mužstva stal Zdeněk Valnoha. Většinu zápasů (21) odchytal Martin Doležal.

### Divize D 2017/18
Tišnovští po podzimu suverénně vedli divizní skupinu „D“. Před začátkem jarních zápasů klub opustil hlavní sponzor a zároveň předseda oddílu Oldřich Merta, následně také většina hráčů, pročež se výkonný výbor oddílu rozhodl A-mužstvo ze soutěže odhlásit. AFK Tišnov se tak stal prvním sestupujícím z Divize D. Podle vyjádření nového předsedy oddílu Štěpána Pilného bude klub pro sezonu 2018/19 usilovat o účast v Přeboru Jihomoravského kraje (5. nejvyšší soutěž).

## Historické názvy
Zdroj: 
- 1912 – SK Tišnov (Sportovní klub Tišnov)
- 1919 – fúze s SK Slovač, název nezměněn
- 1927 – zánik
- 1927 – ŽSK Tišnov (Živnostenský sportovní klub Tišnov)
- 1928 – AFK Tišnov (Atletický a fotbalový klub Tišnov)
- 1948 – JTO Sokol Tišnov (Jednotná tělovýchovná organisace Sokol Tišnov)
- 1953 – DSO Tatran Tišnov (Dobrovolná sportovní organisace Tatran Tišnov)
- 195? – TJ Baník Tišnov (Tělovýchovná jednota Baník Tišnov)
- 198? – TJ Tišnov (Tělovýchovná jednota Tišnov)
- 1990 – AFK Tišnov (Amatérský fotbalový klub Tišnov)

## Umístění v jednotlivých sezonách
Stručný přehled
Zdroj: 
- 1934–1935: II. třída BZMŽF – I. okrsek
- 1939–1940: I. B třída BZMŽF – I. okrsek
- 1940–1946: I. A třída BZMŽF
- 1946–1947: I. B třída BZMŽF – I. okrsek
- 1947–1948: I. A třída BZMŽF – I. okrsek
- 1952: Krajský přebor – Brno
- 1953–1954: Krajská soutěž – Brno
- 1959–1960: I. B třída Brněnského kraje
- 1960–1962: I. třída Jihomoravského kraje – sk. A
- 1989–1993: Okresní přebor Brno-venkov
- 1993–1995: I. B třída Jihomoravské župy – sk. D
- 1995–1996: I. B třída Jihomoravské župy – sk. B
- 1996–1997: I. B třída Jihomoravské župy – sk. D
- 1997–2000: I. B třída Jihomoravské župy – sk. C
- 2000–2002: I. B třída Jihomoravské župy – sk. A
- 2002–2005: I. B třída Jihomoravského kraje – sk. A
- 2005–2007: I. A třída Jihomoravského kraje – sk. A
- 2007–2015: I. B třída Jihomoravského kraje – sk. A
- 2015–2016: I. A třída Jihomoravského kraje – sk. A
- 2016–2017: Přebor Jihomoravského kraje
- 2017–2018: Divize D
- 2018–2019: Přebor Jihomoravského kraje
- 2019–2024: I. A třída Jihomoravského kraje – sk. A
- 2024–: Divize D

Jednotlivé ročníky
Zdroj: 
Legenda: Z – zápasy, V – výhry, R – remízy, P – porážky, VG – vstřelené góly, OG – obdržené góly, +/− – rozdíl skóre, B – body, červené podbarvení – sestup, zelené podbarvení – postup, fialové podbarvení – reorganizace, změna skupiny či soutěže
| Československo (1934 – 1939)             |                                                             |                                                             |                                                             |                                                             |                                                             |                                                             |                                                             |                                                             |                                                             |                                                             |                                                             |
| Sezóny                                   | Liga                                                        | Úroveň                                                      | Z                                                           | V                                                           | R                                                           | P                                                           | VG                                                          | OG                                                          | +/−                                                         | B                                                           | Pozice                                                      |
| 1934/35                                  | II. třída BZMŽF – I. okrsek                                 | 5                                                           | 18                                                          | 11                                                          | 1                                                           | 6                                                           | 64                                                          | 35                                                          | +29                                                         | 23                                                          | 3.                                                          |
| ...                                      |                                                             |                                                             |                                                             |                                                             |                                                             |                                                             |                                                             |                                                             |                                                             |                                                             |                                                             |
| Protektorát Čechy a Morava (1939 – 1945) |                                                             |                                                             |                                                             |                                                             |                                                             |                                                             |                                                             |                                                             |                                                             |                                                             |                                                             |
| Sezóny                                   | Liga                                                        | Úroveň                                                      | Z                                                           | V                                                           | R                                                           | P                                                           | VG                                                          | OG                                                          | +/−                                                         | B                                                           | Pozice                                                      |
| 1939/40                                  | I. B třída BZMŽF – I. okrsek                                | 4                                                           | 26                                                          | 19                                                          | 4                                                           | 3                                                           | 134                                                         | 36                                                          | +98                                                         | 42                                                          | 1.                                                          |
| 1940/41                                  | I. A třída BZMŽF                                            | 3                                                           | 30                                                          | ...                                                         | ...                                                         | ...                                                         | ...                                                         | ...                                                         | ...                                                         |                                                             |                                                             |
| 1941/42                                  | I. A třída BZMŽF                                            | 3                                                           | 23                                                          | 8                                                           | 3                                                           | 12                                                          | 55                                                          | 72                                                          | −17                                                         | 19                                                          | 11.                                                         |
| 1942/43                                  | I. A třída BZMŽF                                            | 3                                                           | 26                                                          | ...                                                         | ...                                                         | ...                                                         | ...                                                         | ...                                                         | ...                                                         |                                                             |                                                             |
| 1943/44                                  | I. A třída BZMŽF                                            | 3                                                           | 26                                                          | 17                                                          | 1                                                           | 8                                                           | 85                                                          | 66                                                          | +19                                                         | 35                                                          | 2.                                                          |
| 1944/45                                  | Končila druhá světová válka, pravidelné soutěže se nehrály. | Končila druhá světová válka, pravidelné soutěže se nehrály. | Končila druhá světová válka, pravidelné soutěže se nehrály. | Končila druhá světová válka, pravidelné soutěže se nehrály. | Končila druhá světová válka, pravidelné soutěže se nehrály. | Končila druhá světová válka, pravidelné soutěže se nehrály. | Končila druhá světová válka, pravidelné soutěže se nehrály. | Končila druhá světová válka, pravidelné soutěže se nehrály. | Končila druhá světová válka, pravidelné soutěže se nehrály. | Končila druhá světová válka, pravidelné soutěže se nehrály. | Končila druhá světová válka, pravidelné soutěže se nehrály. |
| Československo (1945 – 1993)             |                                                             |                                                             |                                                             |                                                             |                                                             |                                                             |                                                             |                                                             |                                                             |                                                             |                                                             |
| Sezóny                                   | Liga                                                        | Úroveň                                                      | Z                                                           | V                                                           | R                                                           | P                                                           | VG                                                          | OG                                                          | +/−                                                         | B                                                           | Pozice                                                      |
| 1945/46                                  | I. A třída BZMŽF                                            | 3                                                           | 30                                                          | 8                                                           | 4                                                           | 18                                                          | 76                                                          | 128                                                         | −52                                                         | 20                                                          | 14.                                                         |
| 1946/47                                  | I. B třída BZMŽF – I. okrsek                                | 4                                                           | 22                                                          | 17                                                          | 0                                                           | 5                                                           | 97                                                          | 39                                                          | +58                                                         | 34                                                          | 1.                                                          |
| 1947/48                                  | I. A třída BZMŽF – I. okrsek                                | 3                                                           | 18                                                          | 5                                                           | 2                                                           | 11                                                          | 37                                                          | 59                                                          | −22                                                         | 12                                                          | 8.                                                          |
| 1948                                     | I. A třída ZMŽF – okrsek A                                  | 4                                                           | 11                                                          | 4                                                           | 2                                                           | 5                                                           | 15                                                          | 22                                                          | −7                                                          | 10                                                          | 9.                                                          |
| ...                                      |                                                             |                                                             |                                                             |                                                             |                                                             |                                                             |                                                             |                                                             |                                                             |                                                             |                                                             |
| 1952                                     | Krajský přebor – Brno                                       | 2                                                           | 22                                                          | 5                                                           | 1                                                           | 16                                                          | 48                                                          | 104                                                         | −56                                                         | 11                                                          | 10.                                                         |
| 1953                                     | Krajská soutěž – Brno                                       | 4                                                           | 22                                                          | ...                                                         | ...                                                         | ...                                                         | 35                                                          | 113                                                         | −78                                                         | 7                                                           | 11.                                                         |
| 1954                                     | Krajská soutěž – Brno                                       | 4                                                           | 22                                                          | ...                                                         | ...                                                         | ...                                                         | ...                                                         | ...                                                         | ...                                                         |                                                             |                                                             |
| ...                                      |                                                             |                                                             |                                                             |                                                             |                                                             |                                                             |                                                             |                                                             |                                                             |                                                             |                                                             |
| 1959/60                                  | I. B třída Brněnského kraje                                 | 5                                                           | 22                                                          | ...                                                         | ...                                                         | ...                                                         | ...                                                         | ...                                                         | ...                                                         | 28                                                          | 2.                                                          |
| 1960/61                                  | I. třída Jihomoravského kraje – sk. A                       | 4                                                           | 26                                                          | ...                                                         | ...                                                         | ...                                                         | ...                                                         | ...                                                         | ...                                                         |                                                             |                                                             |
| 1961/62                                  | I. třída Jihomoravského kraje – sk. A                       | 4                                                           | 26                                                          | ...                                                         | ...                                                         | ...                                                         | ...                                                         | ...                                                         | ...                                                         | 32                                                          | 5.                                                          |
| ...                                      |                                                             |                                                             |                                                             |                                                             |                                                             |                                                             |                                                             |                                                             |                                                             |                                                             |                                                             |
| 1989/90                                  | Okresní přebor Brno-venkov                                  | 8                                                           | 26                                                          | 14                                                          | 7                                                           | 5                                                           | 40                                                          | 27                                                          | +13                                                         | 35                                                          | 3.                                                          |
| 1990/91                                  | Okresní přebor Brno-venkov                                  | 8                                                           | 26                                                          | 12                                                          | 4                                                           | 10                                                          | 39                                                          | 31                                                          | +8                                                          | 40                                                          | 8.                                                          |
| ...                                      |                                                             |                                                             |                                                             |                                                             |                                                             |                                                             |                                                             |                                                             |                                                             |                                                             |                                                             |
| 1992/93                                  | Okresní přebor Brno-venkov                                  | 8                                                           | 24                                                          | 20                                                          | 2                                                           | 2                                                           | 65                                                          | 15                                                          | +50                                                         | 42                                                          | 1.                                                          |
| Česko (1993 – )                          |                                                             |                                                             |                                                             |                                                             |                                                             |                                                             |                                                             |                                                             |                                                             |                                                             |                                                             |
| Sezóny                                   | Liga                                                        | Úroveň                                                      | Z                                                           | V                                                           | R                                                           | P                                                           | VG                                                          | OG                                                          | +/−                                                         | B                                                           | Pozice                                                      |
| 1993/94                                  | I. B třída Jihomoravské župy – sk. D                        | 7                                                           | 26                                                          | 16                                                          | 3                                                           | 7                                                           | 50                                                          | 34                                                          | +16                                                         | 35                                                          | 2.                                                          |
| 1994/95                                  | I. B třída Jihomoravské župy – sk. D                        | 7                                                           | 26                                                          | 9                                                           | 7                                                           | 10                                                          | 48                                                          | 46                                                          | +2                                                          | 34                                                          | 6.                                                          |
| 1995/96                                  | I. B třída Jihomoravské župy – sk. B                        | 7                                                           | 26                                                          | 9                                                           | 2                                                           | 15                                                          | 33                                                          | 49                                                          | −16                                                         | 29                                                          | 12.                                                         |
| 1996/97                                  | I. B třída Jihomoravské župy – sk. D                        | 7                                                           | 26                                                          | 7                                                           | 7                                                           | 12                                                          | 35                                                          | 42                                                          | −7                                                          | 28                                                          | 12.                                                         |
| 1997/98                                  | I. B třída Jihomoravské župy – sk. C                        | 7                                                           | 26                                                          | 11                                                          | 4                                                           | 11                                                          | 48                                                          | 53                                                          | −5                                                          | 37                                                          | 6.                                                          |
| 1998/99                                  | I. B třída Jihomoravské župy – sk. C                        | 7                                                           | 26                                                          | 8                                                           | 2                                                           | 16                                                          | 36                                                          | 58                                                          | −22                                                         | 26                                                          | 12.                                                         |
| 1999/00                                  | I. B třída Jihomoravské župy – sk. C                        | 7                                                           | 26                                                          | 9                                                           | 5                                                           | 12                                                          | 45                                                          | 53                                                          | −8                                                          | 32                                                          | 8.                                                          |
| 2000/01                                  | I. B třída Jihomoravské župy – sk. A                        | 7                                                           | 26                                                          | 10                                                          | 8                                                           | 8                                                           | 53                                                          | 39                                                          | +14                                                         | 38                                                          | 5.                                                          |
| 2001/02                                  | I. B třída Jihomoravské župy – sk. A                        | 7                                                           | 26                                                          | ...                                                         | ...                                                         | ...                                                         | ...                                                         | ...                                                         | ...                                                         |                                                             |                                                             |
| 2002/03                                  | I. B třída Jihomoravského kraje – sk. A                     | 7                                                           | 26                                                          | 12                                                          | 7                                                           | 7                                                           | 51                                                          | 38                                                          | +13                                                         | 43                                                          | 4.                                                          |
| 2003/04                                  | I. B třída Jihomoravského kraje – sk. A                     | 7                                                           | 26                                                          | 8                                                           | 7                                                           | 11                                                          | 39                                                          | 41                                                          | −2                                                          | 31                                                          | 10.                                                         |
| 2004/05                                  | I. B třída Jihomoravského kraje – sk. A                     | 7                                                           | 26                                                          | 18                                                          | 3                                                           | 5                                                           | 65                                                          | 36                                                          | +29                                                         | 57                                                          | 1.                                                          |
| 2005/06                                  | I. A třída Jihomoravského kraje – sk. A                     | 6                                                           | 26                                                          | 6                                                           | 8                                                           | 12                                                          | 40                                                          | 53                                                          | −13                                                         | 26                                                          | 13.                                                         |
| 2006/07                                  | I. A třída Jihomoravského kraje – sk. A                     | 6                                                           | 26                                                          | 5                                                           | 6                                                           | 15                                                          | 23                                                          | 63                                                          | −40                                                         | 21                                                          | 14.                                                         |
| 2007/08                                  | I. B třída Jihomoravského kraje – sk. A                     | 7                                                           | 26                                                          | 10                                                          | 4                                                           | 12                                                          | 48                                                          | 40                                                          | +8                                                          | 34                                                          | 9.                                                          |
| 2008/09                                  | I. B třída Jihomoravského kraje – sk. A                     | 7                                                           | 26                                                          | 13                                                          | 5                                                           | 8                                                           | 55                                                          | 31                                                          | +24                                                         | 44                                                          | 4.                                                          |
| 2009/10                                  | I. B třída Jihomoravského kraje – sk. A                     | 7                                                           | 26                                                          | 12                                                          | 3                                                           | 11                                                          | 32                                                          | 31                                                          | +1                                                          | 39                                                          | 5.                                                          |
| 2010/11                                  | I. B třída Jihomoravského kraje – sk. A                     | 7                                                           | 26                                                          | 13                                                          | 6                                                           | 7                                                           | 37                                                          | 25                                                          | +12                                                         | 45                                                          | 4.                                                          |
| 2011/12                                  | I. B třída Jihomoravského kraje – sk. A                     | 7                                                           | 26                                                          | 11                                                          | 4                                                           | 11                                                          | 42                                                          | 45                                                          | −3                                                          | 37                                                          | 6.                                                          |
| 2012/13                                  | I. B třída Jihomoravského kraje – sk. A                     | 7                                                           | 26                                                          | 12                                                          | 1                                                           | 13                                                          | 39                                                          | 40                                                          | −1                                                          | 37                                                          | 8.                                                          |
| 2013/14                                  | I. B třída Jihomoravského kraje – sk. A                     | 7                                                           | 26                                                          | 11                                                          | 3                                                           | 12                                                          | 41                                                          | 43                                                          | −2                                                          | 36                                                          | 8.                                                          |
| 2014/15                                  | I. B třída Jihomoravského kraje – sk. A                     | 7                                                           | 26                                                          | 21                                                          | 1                                                           | 4                                                           | 70                                                          | 28                                                          | +42                                                         | 64                                                          | 1.                                                          |
| 2015/16                                  | I. A třída Jihomoravského kraje – sk. A                     | 6                                                           | 26                                                          | 20                                                          | 3                                                           | 3                                                           | 98                                                          | 39                                                          | +59                                                         | 63                                                          | 1.                                                          |
| 2016/17                                  | Přebor Jihomoravského kraje                                 | 5                                                           | 30                                                          | 24                                                          | 3                                                           | 3                                                           | 103                                                         | 29                                                          | +74                                                         | 75                                                          | 1.                                                          |
| 2017/18                                  | Divize D                                                    | 4                                                           | 15                                                          | 14                                                          | 0                                                           | 1                                                           | 61                                                          | 8                                                           | +53                                                         | 42                                                          | 16.                                                         |
| 2018/19                                  | Přebor Jihomoravského kraje                                 | 5                                                           | 30                                                          | 4                                                           | 3                                                           | 23                                                          | 33                                                          | 110                                                         | −77                                                         | 15                                                          | 15.                                                         |
| 2019/20                                  | I. A třída Jihomoravského kraje                             | 6                                                           | 13                                                          | 2                                                           | 3                                                           | 8                                                           | 16                                                          | 29                                                          | −13                                                         | 7                                                           | 13.                                                         |
| 2020/21                                  | I. A třída Jihomoravského kraje                             | 6                                                           | 10                                                          | 8                                                           | 1                                                           | 1                                                           | 22                                                          | 10                                                          | +12                                                         | 25                                                          | 2.                                                          |
| 2021/22                                  | I. A třída Jihomoravského kraje                             | 6                                                           | 26                                                          | 10                                                          | 5                                                           | 11                                                          | 57                                                          | 38                                                          | +19                                                         | 35                                                          | 8.                                                          |
| 2022/23                                  | I. A třída Jihomoravského kraje                             | 6                                                           | 26                                                          | 13                                                          | 4                                                           | 9                                                           | 48                                                          | 34                                                          | +14                                                         | 43                                                          | 4.                                                          |
| 2023/24                                  | I. A třída Jihomoravského kraje                             | 6                                                           | 26                                                          | 19                                                          | 4                                                           | 3                                                           | 66                                                          | 26                                                          | +40                                                         | 61                                                          | 1.                                                          |
| 2024/25                                  | Přebor Jihomoravského kraje                                 | 5                                                           | 30                                                          | 11                                                          | 4                                                           | 15                                                          | 36                                                          | 51                                                          | -15                                                         | 37                                                          | 8.                                                          |

Poznámky:
- 1941/42: Soutěž byla ukončena v neděli 2. srpna 1942.[32] Poslední zápas ročníku, po němž měla všechna mužstva shodný počet 23 odehraných utkání, se hrál v neděli 16. srpna 1942 v Hodoníně a domácí SK Moravia v něm prohrála s SK Bystrc 1:3 (poločas 1:0).[53]
- 2017/18: Bilance je uvedena před odhlášením ze soutěže, kdy AFK Tišnov po podzimu 2017 vedl tabulku divizní skupiny „D“.
- 2019/20 a 2020/21: Tyto dvě sezony byly ukončeny předčasně z důvodu pandemie covidu-19 v Česku.

## AFK Tišnov „B“
AFK Tišnov „B“ byl rezervním týmem Tišnova, který byl po delším období nečinnosti obnoven od sezony 2015/16. Po sezoně 2018/19 opět přerušil činnost.

### Umístění v jednotlivých sezonách
Stručný přehled
Zdroj: 
- 2015–2016: Základní třída Brno-venkov – sk. C
- 2016–2017: Okresní soutěž Brno-venkov – sk. B
- 2017–2019: Okresní přebor Brno-venkov

Jednotlivé ročníky
Zdroj: 
Legenda: Z – zápasy, V – výhry, R – remízy, P – porážky, VG – vstřelené góly, OG – obdržené góly, +/− – rozdíl skóre, B – body, červené podbarvení – sestup, zelené podbarvení – postup, fialové podbarvení – reorganizace, změna skupiny či soutěže
| Česko (2015 – ) |                                    |        |    |    |   |    |    |    |     |    |        |
| Sezóny          | Liga                               | Úroveň | Z  | V  | R | P  | VG | OG | +/− | B  | Pozice |
| 2015/16         | Základní třída Brno-venkov – sk. C | 10     | 20 | 17 | 2 | 1  | 88 | 12 | +76 | 53 | 1.     |
| 2016/17         | Okresní soutěž Brno-venkov – sk. B | 9      | 22 | 19 | 2 | 1  | 73 | 14 | +59 | 59 | 1.     |
| 2017/18         | Okresní přebor Brno-venkov         | 8      | 26 | 15 | 3 | 8  | 86 | 38 | +48 | 48 | 4.     |
| 2018/19         | Okresní přebor Brno-venkov         | 8      | 26 | 5  | 1 | 20 | 28 | 96 | −68 | 16 | 14.    |